# Jardín botánico de Estelí

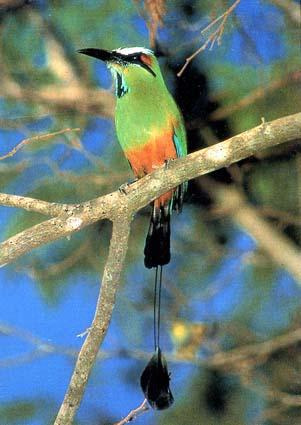
Guardabarranco, ave nacional de Nicaragua.

El Jardín Botánico de Estelí es un jardín botánico situado en las cercanías de Estelí, Nicaragua, siendo el lugar de prácticas de los estudiantes de la carrera de Ciencias Ambientales del Centro Universitario Regional del Norte Leonel Rugama, CURN.

## Ubicación
El Jardín Botánico de Estelí está ubicado en el antiguo Centro Universitario Regional del Norte Leonel Rugama CURN, ahora "Facultad Multidisciplinaria Regional del Norte (FAREM - UNAN Managua) ubicada en el Barrio 14 de Abril. Estelí.

## Historia
Su historia está ligada al CURN que empezó su andadura en el año 1994.

## Colecciones
El Jardín Botánico consta de cuatro parcelas que contienen más de 2 000 plantas, que se distribuyen como :
- Plantas frutales,
- Especies Forestales,
- Plantas forrajeras
- Plantas para empleo energético.

En los alrededores de los pabellones universitarios se distribuyen cedros, caobas, pinos, genízaros, madroños, achiotes, guabas, almendros, eucaliptos, mangos, laureles y numerosas especies más.

## Actividades
Los estudiantes del Centro Universitario Regional del Norte Leonel Rugama, CURN, realizan prácticas en las parcelas, en las que se incluyen el uso de abonos orgánicos y lombricultura para aumentar la capacidad regenerativa y productiva del suelo. 